# Запоріжжя (Каховський район)
Запорі́жжя — село в Україні, у Рубанівській сільській громаді Каховського району Херсонської області. Населення становить 274 осіб. 24 лютого 2022 року село тимчасово окуповане російськими військами під час російсько-української війни.

## Населення
Згідно з переписом УРСР 1989 року чисельність наявного населення села становила 291 особа, з яких 141 чоловік та 150 жінок.
За переписом населення України 2001 року в селі мешкало 267 осіб.

### Мова
Розподіл населення за рідною мовою за даними перепису 2001 року:
| Мова       | Відсоток |
| ---------- | -------- |
| українська | 77,74 %  |
| російська  | 16,79 %  |
| білоруська | 3,28 %   |
| молдовська | 1,82 %   |
| польська   | 0,36 %   |